# Minen i Teghut
Minen i Teghut er et anlæg til udvinding af kobber og molybdæn i det nordlige Armenien.
Driften begyndte i 2014. Ingeniørfirmaet FLSmidth, pensionsselskabet PensionDanmark samt den danske stat – via EKF Danmarks Eksportkredit – samarbejdede med det armenske mineselskab Vallex om projektet.
Projektet mødte modstand fra det armenske civilsamfund.
Efter at danske medier dokumenterede brud på menneskeret og ødelæggelse af miljø som led i opførelsen og driften af mineanlægget, besluttede EKF og PensionDanmark i efteråret 2017 at afbryde samarbejdet med Vallex.
Kort tid efter EKF og Pension Danmark trak deres investering tilbage, lukkede minen.
Forløbet fik i begyndelsen af 2018 Christian Juhl til at stille en række spørgsmål om projektet til daværende erhvervsminister Brian Mikkelsen i Udenrigspolitisk Nævn.
Senere dømte Den Europæiske Menneskerettighedsdomstol til en række lokale landmænd og frugtavleres fordel i sager om uretmæssig konfiskering af land til minen.
Siden overtog den russiske bank VTB minen, og den åbnede igen i juli 2019. Den nye ejer har valgt at se gennem fingre med mineanlæggets alvorlige sikkerhedsbrister og kalder dem "fake news". FLSmidth er stadig involveret i driften af minen i Teghut. 